# 野口修
野口修（日语：／，1934年1月24日—2016年3月），生於日本東京都文京區，武術家。一般認為他是踢拳（Kickboxing）這個名詞與這套武術系統的創始者。

## 生平
其父野口進，日本拳擊手。
野口修畢業於明治高校與明治大學。
1954年，擔任經紀人的野口修，帶領三位空手道選手，至泰國，與泰拳選手進行交流賽。
回日本後，野口修將泰拳的規則加入空手道規則中，在1962年成立踢拳道聯盟。1966年1月30日，他正式將這個武術命名為踢拳。